# Los Rotopedos
Los Rotopedos je recesistická hudební skupina, která vznikla v roce 2012 na pozadí improvizační show Partička. Členy skupiny jsou Michal Suchánek, Richard Genzer, Ondřej Sokol, Igor Chmela, Daniel Dangl a Marián Čurko.
Skupina natočila svůj první videoklip k písni Moscau, která je parodií na stejnojmennou píseň německé skupiny Dschinghis Khan. Píseň, která je zpívána pseudoněmčinou, přetextoval Michal Suchánek.
V roce 2012 se skupina umístila na 12. místě v soutěži Český slavík. Skupina byla dokonce nominována i na Objev roku, ale někteří porotci nepovažovali uskupení za objev, a to zejména kvůli faktu, že se v podstatě jedná o protagonisty v té době již známé Partičky. Některá média ji z podobného důvodu nepovažovala ani za skupinu.

## Písně
- Moscau
- Mikuláš
- Vojta Santini is dead
- Ježek
- Tloušťka to je hřích
- Santa Klaus
- Men in Black
- Skotský Tanec
- YMCA naked dance
- Všichni jedou na Konopiště
- Kangasero
- Skáču
- S tou vašou lambádou
- He’s Got My Money Now
- ZZZ (pro Světlušku)
- On helium
- Sexy den co den
- Ježíš Kristus
- Deštníky
- Sketmen (Kretén)
- Mraveneček